# Bank Spółdzielczy w Prudniku
Bank Spółdzielczy w Prudniku – bank spółdzielczy z siedzibą w Prudniku w Polsce. Bank zrzeszony jest w Banku Polskiej Spółdzielczości S.A.

## Historia
Bank w Prudniku został założony we wrześniu 1950 roku pod nazwą Gminna Kasa Spółdzielcza w Prudniku. Kasa została zarejestrowana 21 października 1950 w Sądzie Okręgowym w Nysie. Na początku teren działania banku obejmował miasto Prudnik oraz gromady Moszczanka, Rudziczka i Lubrza. Nazwa Bank Spółdzielczy w Prudniku została przyjęta 12 marca 1967 roku.

## Władze
W skład zarządu banku wchodzą:
- prezes zarządu
- 2 wiceprezesów zarządu
- 1 członek zarządu

Czynności nadzoru banku sprawuje 9-osobowa rada nadzorcza.

## Placówki[1]
- Centrala w Prudniku, ul. Kościuszki 12
- oddział w Korfantowie
- filie:
  - Lubrza
  - Łambinowice
- punkt kasowy w Ścinawie Małej